# Bisdom Senigallia
Het bisdom Senigallia (Latijn: Dioecesis Senogalliensis; Italiaans: Diocesi di Senigallia) is een in Italië gelegen rooms-katholiek bisdom met zetel in de stad Senigallia in de provincie Ancona. Het bisdom behoort tot de kerkprovincie Ancona-Osimo, en is, samen met de bisdommen Jesi en Fabriano-Matelica en de territoriale prelatuur Loreto suffragaan aan het aartsbisdom Ancona-Osimo.

## Geschiedenis
Het bisdom Senigallia werd opgericht in de 6e eeuw. Op 15 augustus 1972 werd het bisdom suffragaan aan het aartsbisdom Ancona.

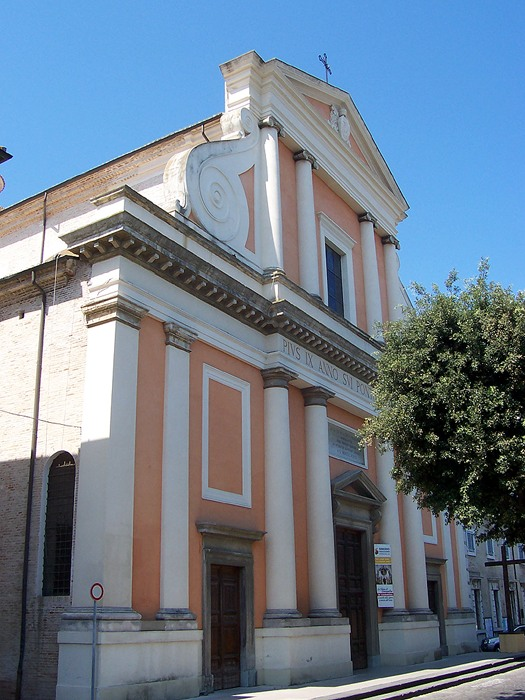
Kathedraal van Senigallia